# معركة فلوروس 1794
معركة فلوروس (بالإنجليزية: Battle of Fleurus) في 26 يونيو من عام 1794، هي اشتباك بين جيش الجمهورية الفرنسية الأولى، تحت قيادة الجنرال جان بابتيست جوردان، وبين جيش التحالف (بريطانيا وولاية هانوفر وجمهورية هولندا وملكية هابسبورغ) بقيادة الأمير جوسياس من كوبورغ، في أهم معارك الفلاندرز في البلدان المنخفضة أثناء حرب الثورة الفرنسية. نشر كل من الطرفين قوات وصل عددهم إلى حوالي 80.000 جندي، لكن تمكن الفرنسيون من تركيز قواتهم وهزيمة التحالف الأول. أدَّت هزيمة الحلفاء إلى خسارة دائمة من هولندا النمساوية وتدميرها. شكلت المعركة نقطة تحول لدى الجيش الفرنسي، الذي حافظ على الصدارة لبقية حرب التحالف الأول. عُدَّ الاستخدام الفرنسي لمنطاد الاستطلاع لو إنتريبرينانت أول استخدام عسكري لطائرة، الأمر الذي أثر بشكل قوي على نتيجة المعركة.

## الخلفية

### التحضيرات
بعد معركة توركوينج بين 17-18 مايو لعام 1794، مُنح جان بابتيست جوردان قيادة حوالي 96.000 جنديًا الجمع بين جيش الآردين وقسم من جيش الشمال وآخر من جيش الموزيل. ضُمت هذه القوات إلى جوردان إلى جانب جيشه المنشأ حديثًا وأوكلت لهم مهمة الاستيلاء على حصن شارلوروا.
في 12 يونيو، قام جيش جوردان، برفقة أحد أعضاء لجنة السلامة العامة، لويس دي سانت - جاست، بحصار عسكري حول حصن شارلوروا مع 70.000 جندي. في 16 يونيو، شنَّت قوة نمساوية هولندية مؤلفة من حوالي 43.000 جندي بهجوم مضاد في ضباب كثيف في لامبوسارت، وأوقعت 3000 ضحية، ودفعت بجوردان بعيدًا عن شارلوروا مرة أخرى عبر نهر سامبري. في 18 يونيو، هاجم جوردان مرة أخرى وتمكن من استئناف حصار شارلوروا. استسلم الحصن في نهاية المطاف في 25 يونيو، مثلما وصلت قوة أخرى تحت قيادة أمير كوبورغ لرفع الحصار. لُقّب الجيش الذي قاده جوردان في حصار شارلوروا رسميًا في وقت لاحق في 29 يونيو باسم جيش سامبر- ميوز.

## المعركة
في 26 يونيو، داهم فيلد مارشال كوبورغ حول شارلوروا مع قوة من الجنود النمساويين والهولنديين بحوالي 52.000. بعد فوات الأوان لإنقاذ الحصن التي استسلامها، قسَّم القائد النمساوي جيشه إلى خمسة فِرَق لمهاجمة الفرنسيين. كانت مهمة منطاد الاستطلاع الفرنسي، الذي تديره الفيالق الجوية، إبلاغ الجنرال جان بابتيست جوردان بالتحركات النمساوية جميعها. تمكَّن النمساويون من اختراق كلا الفرقتين الفرنسيتين، ودفع فرانسوا ماركو إلى الجناح الأيمن ومونتاغو إلى الجناح الأيسر. أُدير المركز الفرنسي تحت قيادة فرانسوا بفبفر لكن تمكن النمساويون من شنّ هجوم مضاد. كتب الكولونيل جان دو ديو سول، الذي شغل منصب رئيس الأركان: «لقد كانت خمس عشرة ساعة من أكثر المعارك بؤسًا شهدتها في حياتي».

أنكر كوبورغ نتيجة الحرب، وفقد القائد النمساوي أعصابه وسقط مرة أخرى في برين-ألود وواترلو، ما منح الفرنسيين انتصارًا غير متوقع. كانت هذه الخطوة الأخيرة التي تسببت بانسحاب الحلفاء فوق نهر الراين، تاركين كبح جماح الفرنسيين في بلجيكا وهولندا. كتب المؤرخ ديغبي سميث:
في هذه المرحلة من الحرب، كانت المحكمة في فيينا مقتنعة أنه الجهد لمحاولة التمسك بهولندا النمساوية أمسى زائفًا، ويشتبه في أن كوبورغ تخلى عن فرصة الانتصار هنا حتى يتمكن من الانسحاب شرقًا.